# Doña Palla
Pelaya o Palla Ordóñez llamada Doña Palla (murió después de 1058) fue una hija del infante Ordoño Ramírez el Ciego y la infanta Cristina Bermúdez.
Se casó con el magnate asturiano Bermudo Armentáriz.  Aparecen juntos en la documentación de la Catedral de Oviedo el 15 de julio de 1058 haciendo una donación de sus posesiones sobre los ríos Narcea y Cubia, así como el monasterio de San Bartolomé de Lodón junto al río Narcea.  En dicho documento aparece su hijo Martín Bermúdez que corrobora el documento con sus padres.  Martín casó con la condesa Enderquina García, hija de García Ovéquiz y Adosinda Gutiérrez. También fue madre de Sancho Bermúdez y Velasquita Bermúdez.
El matrimonio residió en el pueblo de Peñaullán del Concejo de Pravia, donde aún se halla un castro que lleva su nombre, el Castro de Doña Palla.